# Egipt na Letnich Igrzyskach Paraolimpijskich 2008
Egipt na Letnich Igrzyskach Paraolimpijskich reprezentowało 38 zawodników.

## Kadra

### Podnoszenie ciężarów
- Fatma Omar

### Lekkoatletyka
- Mohammed Beshta
- Mahmoud El-Attar
- Hossam Abdel Kader
- Mohammed El-Sayed Abdel Kader

### Tenis stołowy
- Fayza Hafez